# Márton Homonnai
Márton Homonnai, född 5 februari 1906 i Budapest, död 15 oktober 1969 i Buenos Aires, var en ungersk vattenpolospelare.
Homonnai blev olympisk guldmedaljör i vattenpolo vid sommarspelen 1932 i Los Angeles.